# Inspektor Trachta
Inspektor Václav Trachta je postava dokonalého detektiva připisovaná tvorbě českého génia Járy Cimrmana. Podle podaných charakteristik jde o jakousi kombinaci Sherlocka Holmese a Jamese Bonda, jež používá velmi svérázné, ale vždy úspěšné vyšetřovací metody, a často dostihuje pachatele pomocí sokolských tělocvičných prvků.
Cimrman vytvořil Trachtu na základě dvou osobností, které znal – tělem to byl sokolský přeborník Kašperský a duchem polabský veterinář a vynálezce dr. Myslík. Do velké míry ale jde zřejmě o Cimrmanovo alter ego, neboť i on sám se detektivní práci s úspěchem věnoval. 
S postavou inspektora Trachty seznamuje zejména představení Vražda v salonním coupé, nejprve seminář teoreticky, a následně hra ukáže Trachtovy metody v praxi. Poprvé se však Trachta objevuje už v předchozí hře Hospoda Na mýtince. Jeho věčným rivalem je inspektor Klečka, který je sice proti Trachtovi naprostý břídil, ale často nezaslouženě sklízí plody jeho práce.
V divadle ztvárňoval Trachtu zpravidla jeden z autorů, tedy Zdeněk Svěrák nebo Ladislav Smoljak. Po Smoljakově smrti začal Svěráka alternovat Miloň Čepelka, do té doby představitel policejního praktikanta Hlaváčka, Trachtova nejnadanějšího žáka. Ve filmové komedii Rozpuštěný a vypuštěný (na motivy Vraždy v salonním coupé) hrál Trachtu Jiří Zahajský.
V divadelním semináři bylo původně řečeno, že křestní jméno inspektora Trachty je neznámé. Ve filmu Rozpuštěný a vypuštěný mu ovšem jeho nadřízený říká „Václave“ a stejně se jmenuje i figurína Trachtova umělého dvojníka, kterou používá pro zmatení podezřelých.

## Trachtovy metody
Mnohé uvedené metody ve své vyšetřovací praxi používal sám Cimrman.
- Metoda zhudebněného přiznání
- Metoda gumových hadiček
- Metoda usilovných dřepů
- Metoda velkého kabátu
- Skok přes zděšeného koně nadél
- Přiblížení ve stoji o napjatých pažích
- 20 let čekání v hospodě Na mýtince
- Metoda nepřímých otázek + šrapnel

## Trachtovy zásady
- Zásada č. 1: Udělat si mezi podezřelými pořádek.
- Zásada č. 2: Vnést mezi podezřelé zmatek.
- Zásada č. 3: Je-li na místě činu univerzální dědic, vyšetřování prakticky skončilo.
- Zásada č. 4: Nesnažit se být chytřejší než inspektor Trachta.
- Zásada č. 5: K závažnějším případům policista zásadně nepřibírá rodiče.
- Zásada č. 6: I nesprávný příkaz je příkazem.
- Zásada č. 7: Vyžaduje-li to situace, neplatí zásada číslo 5.
- Zásada č. 8: Na světě je to tak, že jedni orají a vláčejí, a druzí sklízejí.

## Citáty
- „Takhle dlouhý tunel je jako stvořený pro vraždu.“
- „Když se vraha zeptáte, jestli zavražděného zavraždil, vždycky vám odpoví, že nezavraždil, tím jenom ztrácíte čas.“ (...) „A ztráta času... když chvilku počkáme... dvě minuty.“
- „Víte, koho máte před sebou? Sprostého vraha! ... Přinejmenším sprostého podezřelého.“
- „Dvacet let tu na vás čekám, a dočkal jsem se. Půjdeme.“
- „Úroda sklizena, políčka řádně obdělána... je to hospodářství. Inu, Turecko.“
- „No výborně, Hlaváčku, tak vaše personálie už bychom měli, teď ještě aby nám taky něco řekla vyšetřovaná.“
- „Ty že máš les, Meyere? Hovno, Meyere, hovno máš!“